# Aardbeving Marianeneilanden 2007
De aardbeving op de Marianeneilanden vond plaats op woensdag 31 oktober 2007 om 13:30 lokale tijd (04:30 Nederlandse tijd) in de regio van het eiland Pagan (ten noorden van de Marianen). De aardbeving had een sterkte van 7,2 op de schaal van Richter.
Het epicentrum bevond zich 410 km van Saipan, ten noorden en 605 km van Hagåtña, ten westen van de Marianen.

## Platentektoniek
De aardbeving vond - in de vorm van een subductiezone - plaats in de regio waar de Pacifische Plaat schoof onder de Marianenplaat (die tussen de Pacifische plaat en de Australische Plaat tussen ligt).